# Salmonier River (Avalonhalvön)
Salmonier River är ett vattendrag i Kanada.   Det ligger på Avalonhalvön i provinsen Newfoundland och Labrador, i den östra delen av landet, 1 700 km öster om huvudstaden Ottawa.
I omgivningarna runt Salmonier River växer i huvudsak blandskog. Trakten runt Salmonier River är nära nog obefolkad, med mindre än två invånare per kvadratkilometer.